# Lurerne fra Brudevælte
55°51′20″N 12°17′16″Ø / 55.85556°N 12.28778°Ø
Lurerne fra Brudevælte refererer til de seks lurer, tre par, som bonden Ole Pedersen i 1797 fandt under tørvegravning i Brudevælte Mose ved Fuglerupgaard nord for Lynge i Nordsjælland. Lurerne fandtes liggende to og to i en dybde af ca. 1,5 meter under tørven på, hvad af Amtsforvalter Arentz i brev til Amtmand, Geheime Conference raad Levetzow af 15. juni 1797 kaldtes "blåler". At fundene er gjort på overgangen mellem "blåler" og tørv tyder på, at genstandene er nedsænket i mosehullet, medens det stadig var en sø og før denne begyndte at gro til. Den omtalte blåler er formentlig gytje, som er sedimenter, som aflejres på søbund. Tørven derimod dannes når søen gror til, hvilket vi så er sket i den næste periode, jernalderen.
| Citat                                                                                               | "Ved endvidere at grave i Brudevelte Mose, har Gaardmand Ole Pedersen fundet Mundstykkerne eller den øvrige halve Deel af de krumme Metal Horn, som jeg under 15de. d.m. tilsendte Deres Excellence. Bemeldte Mundstykker, som herved underdanigst tilstilles Deres Excellence, er fundet omtrent 5 Alen (omtrent 3 meter) fra det sted hvor Hornene laae, i samme dybde og istæden for at Hornene laae toe og toe sammen, fandtes alle 6 Mundstykker samlede og hvorved man fandt Spor til at samme havde været bundet tilsammen med et treflette Baand". | Citat |
| Amtsforvalter, capitaine Arentz i brev til Amtmand, Geheime Conference raad Levetzow, 22. juni 1797 | |       |

Fem af lurerne opbevares på Nationalmuseet i København. Den sjette Brudevælte lur blev under indviklede diplomatiske og udenrigspolitiske manøvrer i 1845 foræret til den russiske zar Nikolaj 1. via den danske oldsagskommission, hvis præsident var kronprins Frederik, den senere Frederik 7. Kommissionens medlemmer bifaldt Kronprinsens forslag om at afgive en af "Krigslurerne" med den begrundelse, at den "var aldeles ligesom en af de andre". Kronprins Frederik bemyndigede Prins Frederik af Hessen, som stod for at rejse til Rusland, til egenhændigt at overbringe luren, der i dag befinder sig i Eremitagemuseet i Skt. Petersborg.

## Europas største lurfund
Ingen anede, hvad det egentlig var, han havde fundet. Det var nemlig første gang, at sådanne "hedenolds krigstrompeter" dukkede frem af mulden. I arkæologiens barndom for mere end 200 år siden blev fundet registreret som lurer. Navnet låntes fra de nordiske sagaer fra vikingetiden, der er omkring 1.500 år senere end lurerne.
Lurer er svunget symmetrisk i par, der stemmer i samme tone. De mere end 2 meter lange lurer blev fremstillet i en kompliceret støbeteknik. De er gennem generationer blevet benyttet til ceremonier, indtil de af ukendte årsager blev ofret i mosen. Brudevæltelurerne er Danmarks og verdens største lurfund, og ingen kan forklare, hvorfor denne overflod af pragtinstrumenter fra Danmarks bronzealder er koncentreret netop her. De ca. 3000 år gamle bronzelurer fra Brudevælte er så velbevarede at man med visse begrænsninger kan spille en hel naturtonerække på dem, og klangen af støbt bronzerør i konisk udformning er ganske enestående.
Siden 1797 er der fundet omkring 30 lurpar – eller dele af lurer – i Danmark, Nordtyskland samt det sydlige Norge og Sverige. Langt de fleste lurer er fra det nuværende Danmark og alle er fundet i tørvemoser. I nyere tid har man af og til spillet på de originale lurer og især de velbevarede Brudevæltelurer er kendt fra musikindspilninger. Som de først fundne og mest fuldendte, er disse lurer afbildet og kopieret mange gange. Kopierne kan opleves i vor tids lurfanfarer ved særlige højtideligheder.